# Ochotska plattan

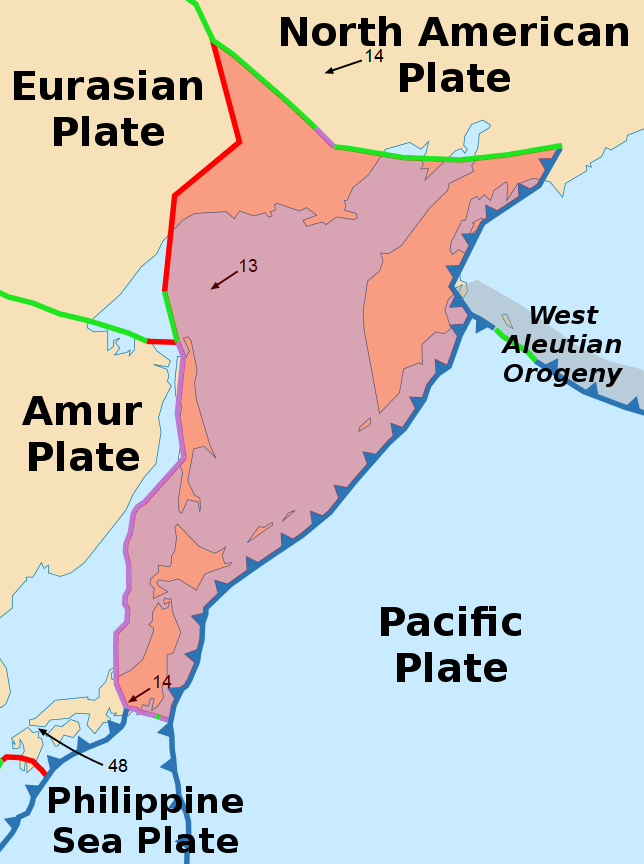
Ochotska plattan

Ochotska plattan är en mindre litosfärplatta belägen under Ochotska havet och omgivande landområden, såsom fastlandet kring Magadan, Kamtjatkahalvön, Sachalin, Kurilerna och norra halvan av Japan, med Hokkaido och norra hälften av Honshu.
Den har länge räknats som en del av den stora nordamerikanska kontinentalplattan, men uppvisar rörelser som en egen enhet i förhållande till denna. Gränsen mot den nordamerikanska plattan är i norr transform, det vill säga den där sker huvudsakligen sidorörelser, medan det i öster finns en subduktionszon där den nordamerikanska plattan skjuter in under den ochotska.
Ochotska plattan har en viss medursrotation, vilket gör att dess västra avgänsning har spridningszoner i norr, mot den eurasiska kontinentalplattan, och konvergenszoner i söder, mot Amurplattan, som ibland dock ses som en del av den större eurasiska plattan.
I söder har den ochotska plattan vid Honshu en kortare, konvergerande gräns mot den filippinska plattan.
Dess östra gräns mot Stillahavsplattan är en subduktionszon där Stillahavsplattan skjuter in under Ochotska plattan, vilket bildat Kurilerna–Kamtjatka-graven i norr och Japanska graven öster om Honshu. Det var i subduktionszonen i Japanska graven den kraftiga jordbävningen vid Tohoku 2011 uppstod.